# Апастамба закони
Апаста́мба зако́ни — збірник заповідей, ритуалів і звичаїв Стародавньої Індії, складений, за переказами, в 4 століття до н. е. мислителем Апастамбою. 
Апастамба закони містять відомості про найхарактерніші риси  суспільства Індії кінця 4 ст. до н. е., зокрема про систему варн (станів), регулюють відносини між членами різних варн.